# Selitrichodes
Selitrichodes is een geslacht van vliesvleugeligen uit de familie Eulophidae. De wetenschappelijke naam van dit geslacht is voor het eerst geldig gepubliceerd in 1913 door Girault.

## Soorten
Het geslacht Selitrichodes omvat de volgende soorten:
- Selitrichodes auriflavus (Girault, 1915)
- Selitrichodes consobrinus (Girault, 1913)
- Selitrichodes fasciativentris Girault, 1913
- Selitrichodes flavus (Girault, 1913)
- Selitrichodes giraulti Kim & La Salle, 2008
- Selitrichodes globulus La Salle & Gates, 2009
- Selitrichodes kryceri Kim & La Salle, 2008
- Selitrichodes multifasciatus (Girault, 1915)
- Selitrichodes quinqnigrimaculae (Girault, 1915)
- Selitrichodes secus (Girault, 1915)
- Selitrichodes tricolor (Girault, 1915)
- Selitrichodes variegatus (Girault, 1915)
- Selitrichodes varigatus Girault, 1913